# Nasr-ad-Dawla Àhmad
Nasr-ad-Dawla Abu-Nasr Àhmad ibn Marwan (àrab: نصر الدولة أبو نصر أحمد بن مروان, Naṣr ad-Dawla Abū Naṣr Aḥmad b. Marwān), més conegut senzillament com a Nasr-ad-Dawla Àhmad, fou emir de la dinastia marwànida de Diyarbakir. Era fill de Marwan, un moliner que s'havia casat amb una germana del cap kurd Badh, origen de la dinastia i, per tant, el seu nebot.
Va succeir el 1011 al seu germà Mumàhhid-ad-Dawla Saïd 997-1011 després de derrotar l'assassí d'aquest darrer, el ghulam esclau Sharwin ibn Muhammad, que s'havia proclamat sobirà al·legant l'antiga llei turca que "el que matava al rei esdevenia successor del rei"; va arribar fins i tot a encunyar moneda però va acabar vençut. El nou emir va designar visir a Abu l-Kasim al-Isfahani que l'havia ajudat en la lluita contra l'usurpador i gairebé li devia el tron. Va estar en el càrrec fins al 1025. El califa al-Qàdir el va reconèixer el mateix any i li va donar el làqab de Nasr-ad-Dawla. Va residir a Mayyafarikin, capital dels seus dominis.
No va aconseguir inicialment dominar Amida, la principal ciutat del Diyarbakir, on Ibn Damma, antic vassall, s'havia revoltat. Però el 1024/1025 Ibn Damna fou assassinat, i llavors la va recuperar. El 1025 va nomenar com a nou visir a Abu l-Kasim al-Maghribi (en funcions fins al 1037). Va signar un pacte de no-agressió amb l'Imperi Romà d'Orient que no obstant fou violat un parell de vegades, la primera el 1027, quan Nasr al-Dawla va ocupar al-Ruha (Edessa) cridat pels habitants de la ciutat amenaçats per un cap àrab.
Els ukàylides del Diyar Rabia el van atacar diverses vegades i en algun moment semble que els va arribar a pagar tribut, però sense alteracions territorials transcendents, excepte el 1030 quan els va cedir Nisibin, per compensar la repudiació d'una dona ukàylida. El 1031 els romans d'Orient van recuperar Edessa (Turquia). El 1034 un general marwànida va fer una ràtzia victoriosa a Armènia. El 1034/1035 el pacte amb els romans d'Orient es va trencar per segon cop quan els cristians romans d'Orient d'Edessa, aliats a la tribu dels Banu Numayr, van atacar territori marwànida. L'emir va enviar cinc mil homes manats pel general Bal per ocupar la ciutat; la ciutat fou conquerida i el cap dels Banu Numayr va resultar mort. Bal va demanar llavors reforços per conservar Edessa i el "Kertastan" (Kurdistan) i no se sap com va acabar l'afer. El 1035/1036 la tribu armènia dels sanasunes va assaltar i saquejar prop d'Aní una caravana de pelegrins que venia de Pèrsia del nord. Nasr al-dawla va fer una expedició contra la tribu i els va obligar a restituir presoners i boti. El 1038/1039 va nomenar al seu tercer visir Abu Nasr ibn Djahir que fou conegut pel seu làqab de Fakhr-ad-Dawla, el qual va exercir la resta del regnat.
El 1038/1039 el governador fatimita de Damasc, Anushtigin al-Dizbari, va fer una incursió a territori marwànida (que no s'havia sotmès al califat fatimita) però no va tenir continuïtat. El 1041/1042 bandes d'oghuz van arribar des de l'Azerbaidjan (quan els seljúcides van arribar al Djibal) i durant dos anys van assolar el país fins que sol·licitada la intervenció del sultà seljúcida Tughril Beg, aquest va enviar una expedició per castigar els saquejadors. Fou el moment de més agitació durant el regnat, que en general es pot considerar tranquil.
El 1049/1050 va reconèixer la sobirania de Tughril Beg, i llavors va ajudar l'emperador romà d'Orient mediant davant el sultà seljúcida per l'alliberament del general i senyor georgià Liparit Liparitisdzé, amb el qual Constantí IX (1042-1054) s'havia aliat en contra del rei de Geòrgia, que el 1048/1049 havia estat fet presoner per Ibrahim Inal, germanastre de Tughril.
El 1054, Nasr al-Dawla Ahmad va renovar la seva submissió a Tughril Beg. En el seu viatge triomfal per l'Azerbaidjan i Armènia, el sultà no va inquietar el Diyarbakir. El 1056 això no obstant, un cap kurd fou assassinat pel fill de Nasr al-Dawla, Sulayman, que governava a la Djazira, cosa que fou desaprovada per Tughril. El 1057 Tughril Beg va haver de combatre en contra d'una coalició de caps xiïtes organitzada per al-Bassassirí antic general buwàyhida ara al servei dels fatimites; Tughril va abandonar Bagdad el 19 de gener de 1057, va rebre reforços des de Pèrsia, i va avançar cap a Mossul, que va conquerir; llavors va exigir a Nasr al-Dawla a pagar una indemnització del crim de Sulayman, i va reforçar la petició assetjant Djazirat Ibn Umar; després va seguir cap a Nísibis.
Va morir amb 80 anys l'11 de novembre de 1061. El seu visir va assegurar la successió del seu fill Nizam al-Din Abu l-Kasim Nasr.
Els seus tres visirs van tenir un govern molt encertat que va portar la prosperitat i la pau al país. Va abaixar alguns impostos i va eliminar la imposició de multes als rics per recaptar, i tot i així la seva cort fou la més rica de les de la seva època. Mayyafarikin fou centre de poetes, savis i religiosos, com per exemple Ibn al-Athir, Abd Allah al-Kazaruni, al Tihami i altres i destinació de molts refugiats polítics com el buwàyhida al-Malik al-Aziz o el príncep abbàssida Abu-l-Qàssim Abd-Al·lah (futur al-Muqtadí).